# 레오폴 국왕의 혼잣말
레오폴드 왕의 독백은 미국 작가 마크 트웨인이 1905년에 쓴 팸플릿이다. 이 책의 주제는 레오폴 2세의 콩고 독립국 통치이다. 그의 행동을 맹렬히 비난하는 정치 풍자 작품으로, 겉으로는 레오폴 2세가 자신을 변호하는 가상의 독백을 담고 있다.

## 내용
레오폴 2세는 콩고 독립국 주민들을 위해 자신이 종교와 예술에 수백만 달러를 지출하는 등 좋은 일을 했다고 주장하며 미친 듯이 떠들어댄다. 그는 "모든 땀구멍"에서 경건이 "넘쳐흐르는" 상태로 콩고에 왔으며, 단지 사람들을 기독교로 개종시키고 노예 무역을 막으려 했을 뿐이라고 말한다.
레오폴 2세는 정부 돈을 전혀 가져가지 않았고, 수익을 개인적인 "전리품"으로 사용하지 않았으며, "참견하기 좋아하는 미국 선교사", "솔직한 영국 영사", "수다스러운 벨기에 태생의 반역자"들의 그러한 주장은 전적으로 거짓이라고 말한다. 그는 자신이 비판받는 것은 왕에게 신성모독이라고 주장한다. 분명히 하나님의 통치 아래에서 하나님의 뜻을 행하지 않는 왕은 하나님에게 도움을 받지 못했을 것이기 때문이다.
이 책은 선교사 윌리엄 헨리 셰퍼드가 1899년에 세금 징수를 위해 파견된 자포 자프족에 의해 80명 이상이 학살된 사건에 대해 작성한 비판 보고서를 언급한다.
레오폴드는 비평가들이 그에게 불리한 것, 예를 들어 굶주림과 마을 전체의 멸종을 초래한 콩고 주민들에게 부과한 불공정한 세금에 대해서만 이야기할 뿐, 그가 마을에 선교사를 보내 기독교로 개종시킨 사실에 대해서는 이야기하지 않는다고 주장한다.

## 출판
이 책은 영어, 프랑스어, 독일어, 이탈리아어로 출판되었다. 독일어판 두 권은 1961년과 1967년에 동독에서 출판되었고, 2014년에 추가 판이 출판되었다. 보스턴의 미국 출판사 P. R. Warren Company는 모든 잉여금을 콩고의 잔학 행위 구호 및 지원에 기부했다.

## 같이 보기

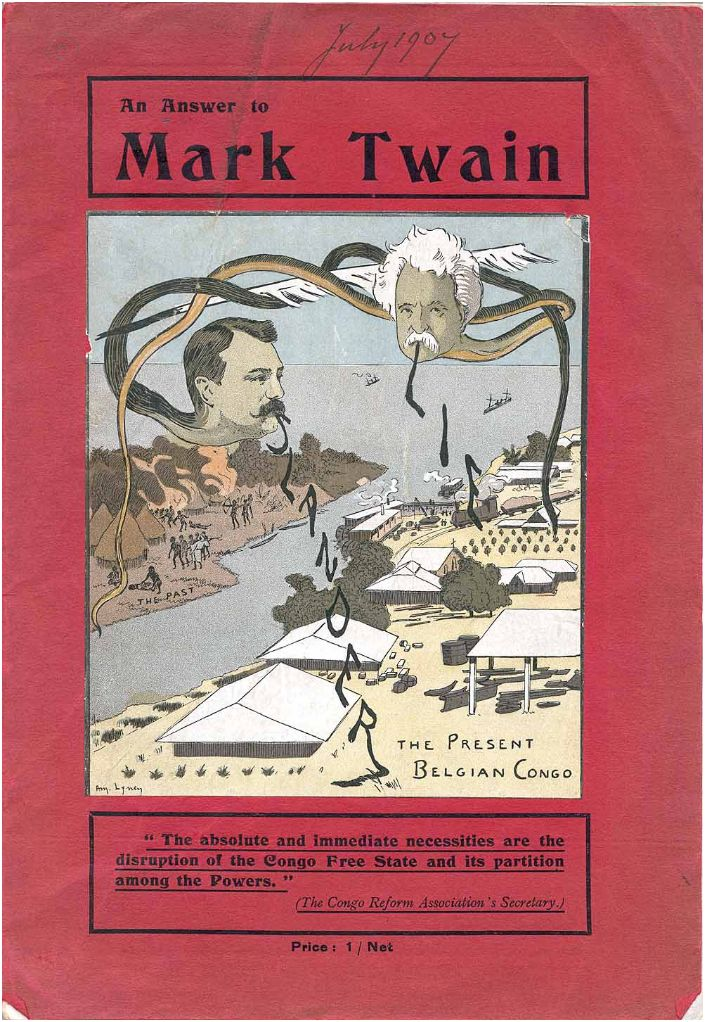
1907년 브뤼셀에서 익명으로 출판된 "레오폴드 왕의 독백"에 대한 답변서인 "마크 트웨인에 대한 답변서"의 앞 표지. 마크 트웨인과 에드먼드 딘 모렐이 그려져 있다.

- 고무 테러
- 콩고 독립국 선전전
- 콩고 개혁 협회